# Hyllus holochalceus
Hyllus holochalceus är en spindelart som beskrevs av Simon 1910. Hyllus holochalceus ingår i släktet Hyllus och familjen hoppspindlar. Inga underarter finns listade i Catalogue of Life.